# Urheberrecht (Luxemburg)
Das Urheberrecht von Luxemburg überträgt dem Urheber eines geistigen Werkes ein subjektives Recht über dieses, das dem Eigentumsrecht nahe ist. Abstrakt gefasst ist das Werk an sich losgelöst zu sehen von seiner materiellen Grundlage oder Verkörperung. Das heißt, Besitzer eines Gemäldes oder einer Diskette zu sein überträgt nicht von sich aus das Eigentum an dem geistigen Inhalt, der darin verkörpert ist.
Die Urheberrechte auf literarischem und künstlerischem Gebiet (propriété littéraire et artistique) stellen eine Unterkategorie im Bereich des „geistigen Eigentums“ (propriété intellectuelle) dar, wozu gleichermaßen die industriellen Rechte (propriété industrielle) gehören: das Markenrecht (des marques), das Design (dessins), die Modelle (modèles) und die Patente (brevets).
Grob gesagt, schützen die industriellen Rechte insbesondere die finanziellen Investitionen, während die Urheberrechte im eigentlichen Sinne den Anteil der Persönlichkeit schützen, die der Autor in sein Werk investiert hat. Im Gegensatz zu den industriellen Rechten bedarf es bei dem Urheberrecht grundsätzlich keiner besonderen Form. Der Urheber begründet sein Recht allein schon durch die Tatsache, dass er sein Werk geschaffen hat.
Der Kern des Luxemburger Urheberrechts wird definiert durch das Gesetz vom 18. April 2001 über die Urheberrechte, die benachbarten Rechte und die Datenbanken, das durch das Gesetz vom 18. April 2004 abgeändert wurde.
Luxorr asbl ist eine nichtprofitorientierte Vereinigung, die vom Wirtschaftsminister ermächtigt ist, als Organ der kollektiven Verwaltung von Urheberrechten zu fungieren.